# Municipio de Hardyston
El municipio de Hardyston (en inglés: Hardyston Township) es un municipio ubicado en el condado de Sussex en el estado estadounidense de Nueva Jersey. En el año 2007 tenía una población de 8,344 habitantes y una densidad poblacional de 74 personas por km².

## Geografía
El municipio de Hardyston se encuentra ubicado en las coordenadas 41°6′34″N 74°33′12″O / 41.10944, -74.55333.

## Demografía
Según la Oficina del Censo en 2000 los ingresos medios por hogar en el municipio eran de $65,511 y los ingresos medios por familia eran $72,199. Los hombres tenían unos ingresos medios de $51,503 frente a los $32,319 para las mujeres. La renta per cápita para la localidad era de $28,457. Alrededor del 4.7% de la población estaba por debajo del umbral de pobreza.